# Acquanegra sul Chiese
Acquanegra sul Chiese je italská obec v provincii Mantova.

## Geografie
Sousední obce: Asola, Bozzolo, Calvatone, Canneto sull'Oglio, Marcaria, Mariana Mantovana, Redondesco.